# Egy hét Marilynnel
Az Egy hét Marilynnel (My Week with Marilyn) egy 2011-es életrajzi filmdráma Simon Curtis rendezésében. A film alapjául Colin Clark könyvei szolgáltak, amelyeknek ihletét Clark Marilyn Monroe színésznővel való találkozásaiból merítette. A főszerepeket Michelle Williams, Eddie Redmayne és Kenneth Branagh játsszák.

## Cselekmény
Colin Clark elvégezte a főiskolát és a filmiparról dédelget álmokat. A szülei kívánsága ellenére állást keres Laurence Olivier filmgyártó cégénél, aki már egyszer munkát ígért a férfinak azzal a feltétellel, ha elvégzi az iskolát. A kezdeti nehézségek ellenére Colinnak sikerül találkoznia Olivier-vel és a feleségével, Vivien Leigh-jel, és elvállalja az asszisztensi pozíciót a stúdió következő filmjére, A herceg és a színésznőre a főszerepben Marilyn Monroe-val.
Colinnak sikerül elnyernie Olivier elismerését, amikor két házat bérel ki Monroe-nak: egyet a színésznőnek, egyet pedig a paparazzinak figyelemelterelésül. Marilyn megérkezik a reptérre, elkíséri férje, Arthur Miller, a színjátszó tanára, Paula Strasberg és az üzlettársa, Milton H. Greene. Az angol sajtó már ott várja, de Marilynnek sikerül kezelnie a helyzetet.
A film forgatása kezdetét veszi, s míg Colinnak az öltöztetőlány, Lucy tetszik, addig Olivier és Marilyn között pattanásig feszülnek a húrok. A színésznő késik a forgatásról, kérdéseit pedig tanárnőjéhez intézi Olivier helyett. A stáb azonban el van ragadtatva Marilyntől, és Sybil Thorndike a szárnya alá veszi, hogy megvédje Olivier-től. Colin ezalatt felfedezi Marilyn gyógyszereit az öltözőjében, de a színésznő rajtakapja és bizalmasává teszi, hogy tőle is megkapja az elismerést.
Vivien Leigh riválisának tekinti Marilynt, Colin pedig közelebb kerül Lucyhez, de Marilynnek mégis sikerül magához csalogatnia. A színésznő már nem megy el a forgatásra, hanem meghívja magához Colint. Együtt töltenek egy napot, elbújnak a fotósok elől, majd megfürdenek meztelenül a tóban. A csókolózást megzavarja a biztonsági személyzet, Milton Greene pedig megpróbálja felnyitni Colin szemét, hogy Marilyn csak játszik vele, mint minden férfival, majd összetöri a szívüket. Colin mégis meglátogatja Marilynt, aki túl sok gyógyszert vett be, miután megtalálta férje jegyzeteit új színdarabjáról, amiben őt kigúnyolja. Miller ezt tagadja, és visszautazik az Államokba, Colin pedig lefekteti a nőt az ágyra. Aznap éjjel Marilyn elvetél, és Colin tudta nélkül doktort kell hozzá hívni.
Marilyn visszatér a forgatásra, de figyelmen kívül hagyja Colint. Colin visszamegy Lucyhez, és bevallja, hogy az ő szívét is összetörték. Mikor a film forgatása végetér, Colin kiköltözik a motelből, és ott találja Marilynt, aki megköszöni a férfinak, hogy mellette volt, majd elköszön egy csókkal tőle.

## Szereplők
| Szerep            | Színész              | Magyar hangja    |
| ----------------- | -------------------- | ---------------- |
| Marilyn Monroe    | Michelle Williams    | Szinetár Dóra    |
| Colin Clark       | Eddie Redmayne       | Szatory Dávid    |
| Vivien Leigh      | Julia Ormond         | Györgyi Anna     |
| Laurence Olivier  | Kenneth Branagh      | Kulka János      |
| Sir Kenneth Clark | Pip Torrens          | Epres Attila     |
| Lady Jane Clark   | Geraldine Somerville | Málnai Zsuzsa    |
| Hugh Perceval     | Michael Kitchen      | Beregi Péter     |
| Vanessa           | Miranda Raison       | n.a              |
| Jack Cardiff      | Karl Moffatt         | n.a              |
| Cotes-Preedy      | Simon Russell        | Botár Endre      |
| Arthur P. Jacobs  | Toby Jones           | Berzsenyi Zoltán |
| David Orton       | Robert Portal        | Kautzky Armand   |
| Roger Smith       | Philip Jackson       | Várkonyi András  |
| Barry             | Jim Carter           | Tóth Zoltán      |
| Arthur Miller     | Dougray Scott        | Kőszegi Ákos     |
| Milton H. Greene  | Dominic Cooper       | Dányi Krisztián  |
| Richard Watts     | Richard Clifford     | n.a              |
| Sybil Thorndike   | Judi Dench           | Szabó Éva        |
| Andy              | Victor McGuire       | n.a              |
| Paula Strasberg   | Zoë Wanamaker        | Nyakó Júlia      |
| Lucy              | Emma Watson          | Csuha Borbála    |
| Trevor            | Gerard Horan         | n.a              |
| Owen Morshead     | Derek Jacobi         | Harsányi Gábor   |

## Fontosabb díjak és jelölések
| Díj                     | Kategória                                          | Eredmény |
| ----------------------- | -------------------------------------------------- | -------- |
| BAFTA-díj               | Legjobb brit film                                  | Jelölve  |
| BAFTA-díj               | Legjobb női főszereplő (Michelle Williams)         | Jelölve  |
| BAFTA-díj               | Legjobb férfi mellékszereplő (Kenneth Branagh)     | Jelölve  |
| BAFTA-díj               | Legjobb női mellékszereplő (Judi Dench)            | Jelölve  |
| BAFTA-díj               | Legjobb jelmeztervezés                             | Jelölve  |
| BAFTA-díj               | Legjobb smink                                      | Jelölve  |
| Golden Globe-díj        | Legjobb musical vagy vígjáték                      | Jelölve  |
| Golden Globe-díj        | Legjobb női főszereplő (Michelle Williams)         | Elnyerte |
| Golden Globe-díj        | Legjobb férfi mellékszereplő (Kenneth Branagh)     | Jelölve  |
| MTV Movie Awards        | Legnagyobb változás a képernyőn: Michelle Williams | Jelölve  |
| Oscar-díj               | Legjobb női főszereplő (Michelle Williams)         | Jelölve  |
| Oscar-díj               | Legjobb férfi mellékszereplő (Kenneth Branagh)     | Jelölve  |
| Screen Actors Guild-díj | Legjobb női főszereplő (Michelle Williams)         | Jelölve  |
| Screen Actors Guild-díj | Legjobb férfi mellékszereplő (Kenneth Branagh)     | Jelölve  |